# Loutí
Loutí (Duits: Lauty) is een Tsjechische plaats in de gemeente Rabyně, regio Midden-Bohemen, en maakt deel uit van het district Benešov. Het dorp ligt op 3,5 kilometer afstand van Rabyně.
Loutí telt 46 inwoners (2021).

## Geschiedenis
De eerste schriftelijke vermelding van het dorp dateert van 1381.
Tijdens de Tweede Wereldoorlog maakte Loutí onderdeel uit van het militaire oefenterrein van de Waffen-SS Beneschau. De inwoners moesten daarom op 15 september 1942 noodgedwongen verhuizen. Sinds 1960 is Loutí volledig ondergebracht bij het district Benešov.

## Verkeer en vervoer

### Autowegen
Er leidt een regionale weg naar het dorp.

### Spoorlijnen
Er is geen station in Loutí. Het dichtstbijzijnde station is in Krhanice, op zo'n 13,5 kilometer afstand. Dat station ligt aan spoorlijn 210 Praag - Vrané nad Vltavou - Jílové u Prahy - Týnec nad Sázavou - Čerčany. Het vervoer op de lijn begon in 1897.

### Buslijnen
Er is één bushalte bij het dorp:
| Halte         | Lijn(en) | Traject(en)                                          | Vervoerder(s)            |
| ------------- | -------- | ---------------------------------------------------- | ------------------------ |
| Rabyně, Loutí | 390 485  | Rabyně - Praag-Smíchovské Rabyně - Týnec nad Sázavou | Martin UHER CŠAD Benešov |

## Voorzieningen
Er is een dorpscafé.

## Galerij

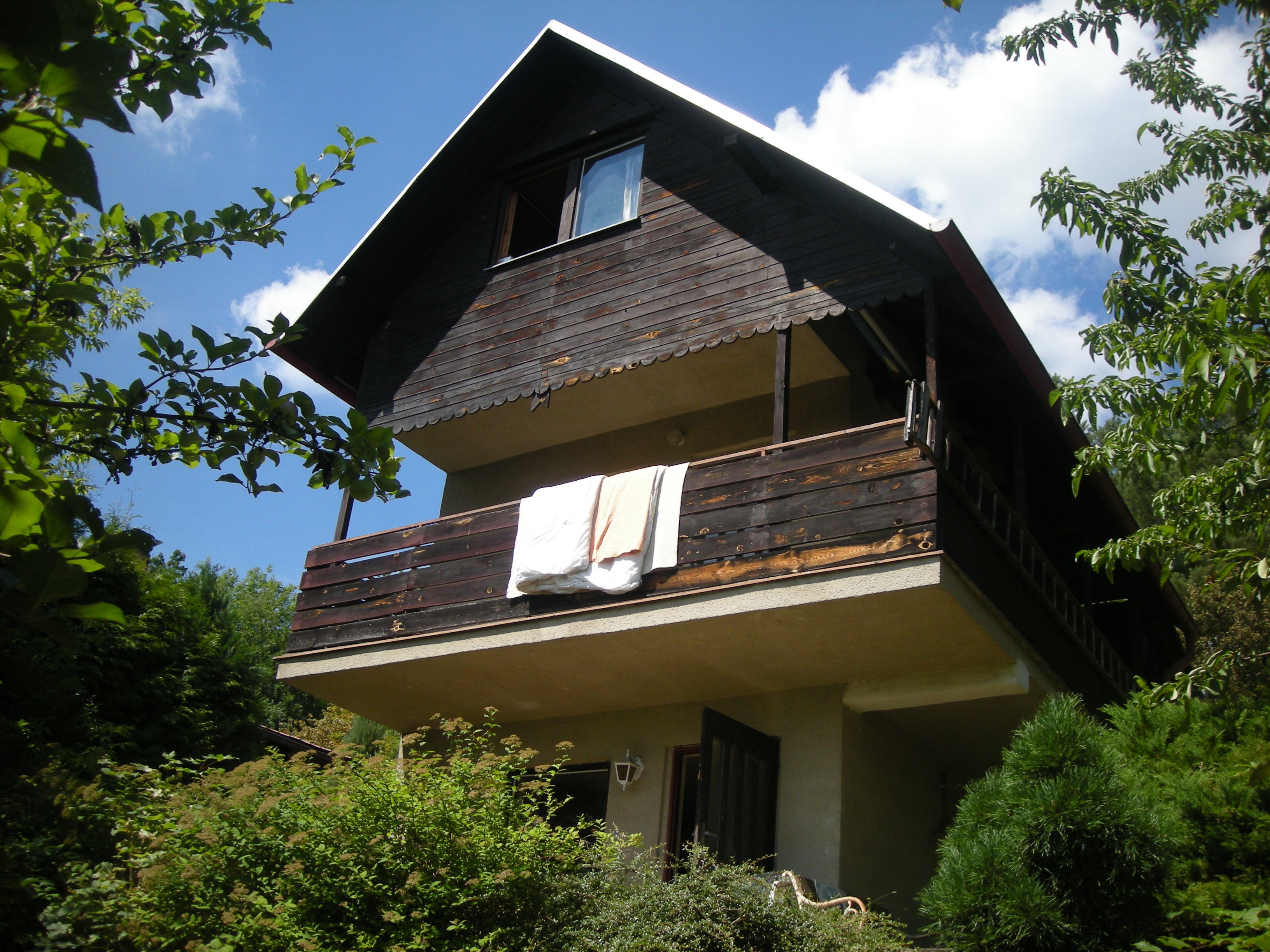
Vakantiehuis in het dorp (2010)
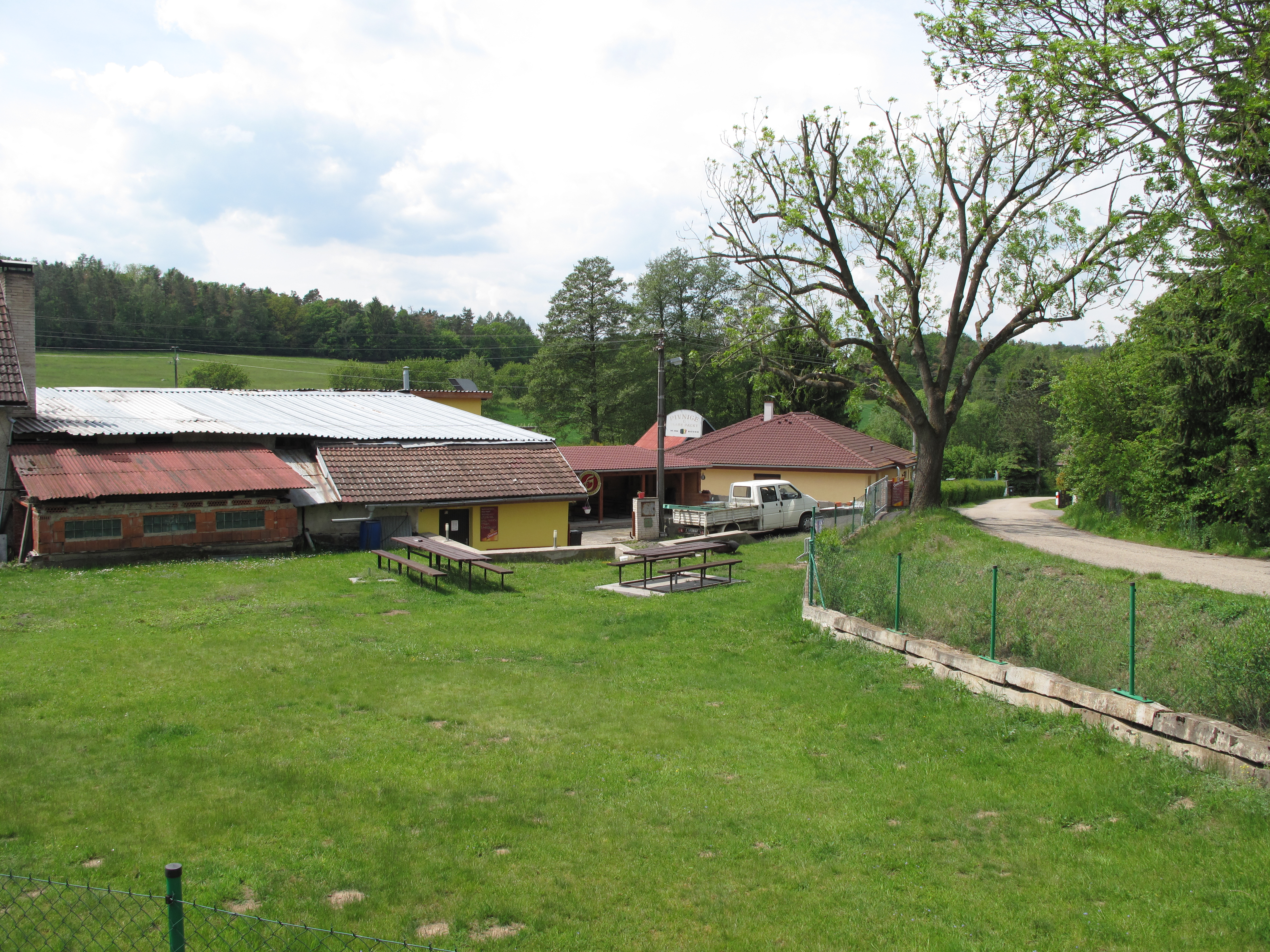
Dorpscafé (2019)
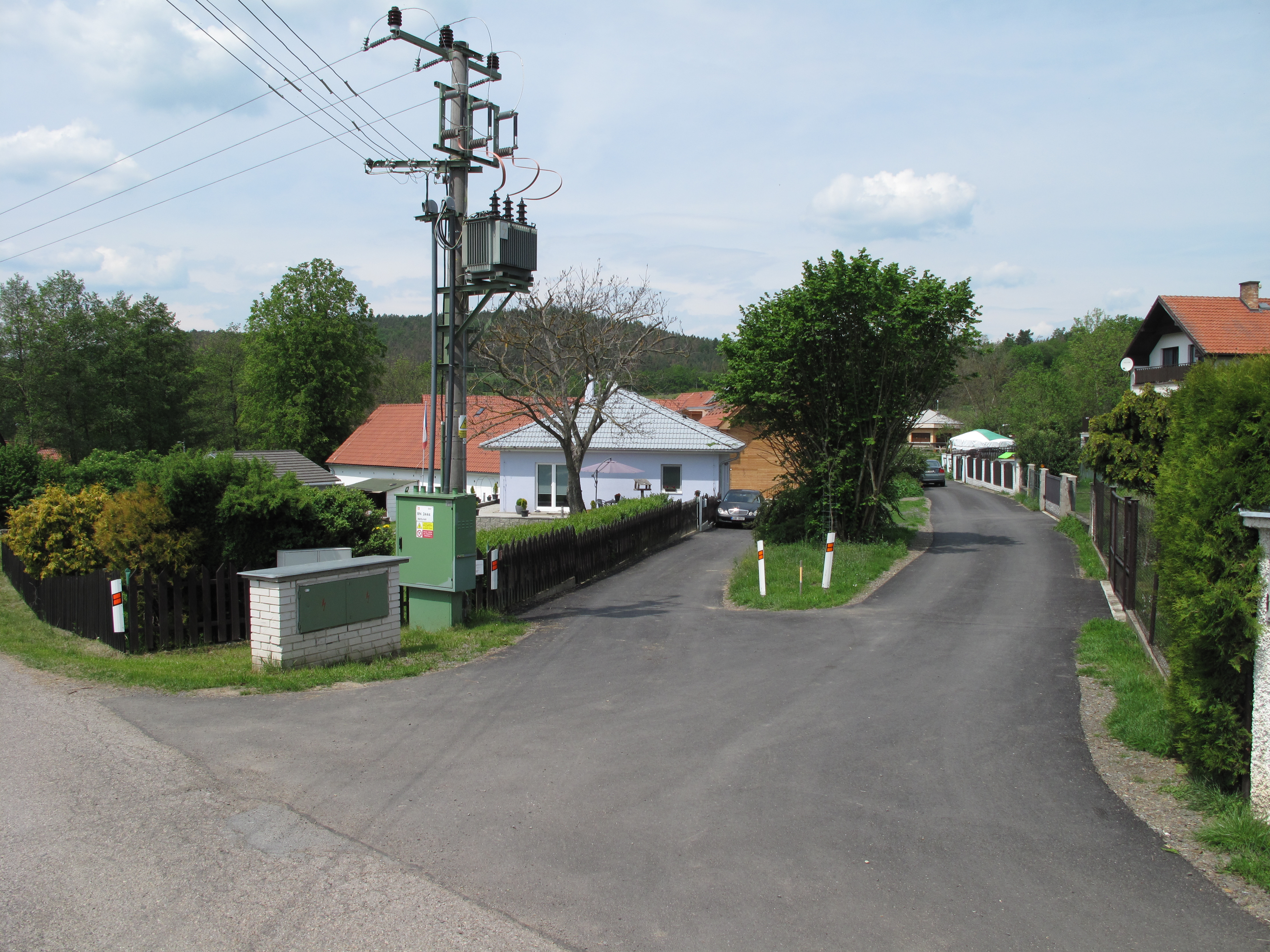
Straat in het dorp (2019)
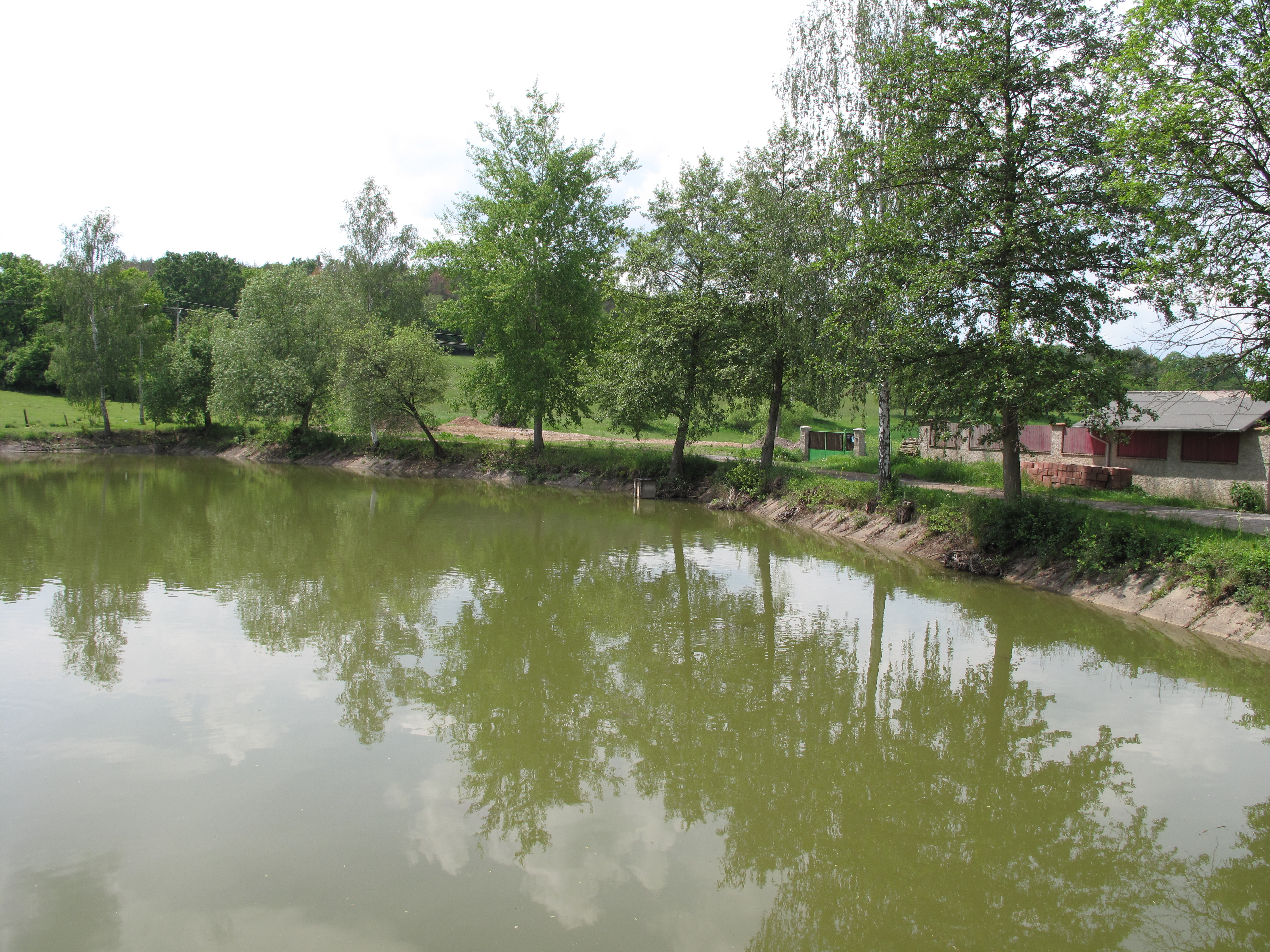
Dorpsvijver (2019)